# Re Mida (album)
Re Mida è il secondo album in studio del rapper italiano Lazza, pubblicato il 1º marzo 2019 dalla 333 Mob e dalla Universal.

## Promozione
Il disco è stato annunciato il 12 febbraio 2019, diverso tempo dopo la pubblicazione di Porto Cervo e Gucci Ski Mask, singoli che, assieme a Netflix, hanno anticipato l'uscita del disco.

## Accoglienza
Re Mida è stato particolarmente apprezzato per essere la giusta miscela di componenti quali liriche, musicalità e stile.

## Tracce
Testi e musiche di Jacopo Lazzarini e Lorenzo Paolo Spinosa, eccetto dove indicato.
1. Per sempre – 2:23
2. Box logo (feat. Fabri Fibra) – 2:14 (testo: Jacopo Lazzarini, Fabrizio Tarducci)
3. Re Mida – 2:29
4. Morto mai – 2:26
5. Netflix – 2:34
6. Superman – 2:55
7. 2 cellulari – 2:40
8. Cazal (feat. Izi) – 3:06 (testo: Jacopo Lazzarini, Diego Germini)
9. 24H – 3:36
10. Catrame (feat. Tedua) – 3:20 (testo: Jacopo Lazzarini, Mario Molinari)
11. Povero te – 3:13
12. Desperado – 2:38
13. Iside (feat. Luchè) – 2:33 (testo: Jacopo Lazzarini, Luca Imprudente)
14. Gucci Ski Mask (feat. Gué Pequeno) – 3:26 (testo: Jacopo Lazzarini, Cosimo Fini)
15. Porto Cervo – 3:54
16. No selfie (feat. Giaime) – 2:48 (testo: Jacopo Lazzarini, Giaime Mula)
17. Netflix RMX (feat. Kaydy Cain) – 2:32 (testo: Jacopo Lazzarini, Kaydy Cain)

Tracce bonus nell'edizione Re Mida Aurum
1. Ouver2re – 3:06
2. Gigolò (feat. Sfera Ebbasta e Capo Plaza) – 2:45 (testo: Jacopo Lazzarini, Gionata Boschetti, Luca D'Orso)
3. Dry (La mia ora) – 2:05
4. Million Dollar (feat. Emis Killa) – 3:11 (testo: Jacopo Lazzarini, Emiliano Giambelli)
5. Frio – 2:10

## Formazione
Musicisti
- Lazza – voce
- Fabri Fibra – voce aggiuntiva (traccia 2)
- Izi – voce aggiuntiva (traccia 8)
- Tedua – voce aggiuntiva (traccia 10)
- Luchè – voce aggiuntiva (traccia 13)
- Gué Pequeno – voce aggiuntiva (traccia 14)
- Giaime – voce aggiuntiva (traccia 16)
- Kaydy Cain – voce aggiuntiva (traccia 17)
- Sfera Ebbasta – voce aggiuntiva (traccia 19)
- Capo Plaza – voce aggiuntiva (traccia 19)
- Emis Killa – voce aggiuntiva (traccia 21)

Produzione
- Low Kidd – produzione
- Lazza – produzione
- Charlie Charles – produzione aggiuntiva (traccia 19)
- AVA – produzione aggiuntiva (traccia 19)

## Successo commerciale
Re Mida ha debuttato al primo posto nella classifica settimanale della FIMI, spodestando Gioventù Bruciata di Mahmood e segnando la prima numero 1 in carriera per Lazza.
Il 1º ottobre dello stesso anno è uscito un EP formato da otto brani dell'album riarrangiati al pianoforte, Re Mida (Piano Solo); tre giorni dopo l'artista ha poi rilasciato una riedizione dell'album, sottotitolata Aurum, e accompagnata da varie bonus track, tra cui il singolo Ouver2re e il brano Gigolò, che ha conquistato la cima della Top Singoli.

## Classifiche

### Classifiche settimanali
| Classifica (2019) | Posizione massima |
| ----------------- | ----------------- |
| Italia            | 1                 |

### Classifiche di fine anno
| Classifica (2019) | Posizione |
| ----------------- | --------- |
| Italia            | 14        |
| Classifica (2020) | Posizione |
| Italia            | 21        |
| Classifica (2021) | Posizione |
| Italia            | 50        |
| Classifica (2022) | Posizione |
| Italia            | 40        |
| Classifica (2023) | Posizione |
| Italia            | 27        |
| Classifica (2024) | Posizione |
| Italia            | 45        |